# Octhispa centromaculata
Octhispa centromaculata is een keversoort uit de familie bladkevers (Chrysomelidae). De wetenschappelijke naam van de soort werd in 1877 gepubliceerd door Félicien Chapuis.